# Торжок (станция)
Торжо́к — участковая железнодорожная станция Октябрьской железной дороги в восточной части одноимённого города на хордовой линии Лихославль — Вязьма. По основному характеру работы является грузовой и отнесена ко 2 классу.

## История

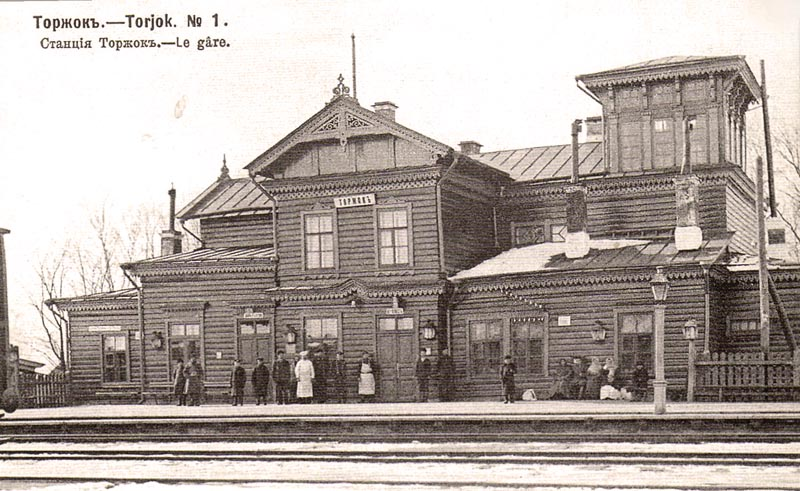
Станция Торжок, XIX век

Станция была открыта 3 [15] июня 1870 как конечная на первом участке Новоторжской железнодорожной линии. В 1874 году с продлением железной дороги до Ржева станция стала промежуточной. В 1912 году было открыто движение по ответвлению от станции в сторону Кувшиново. Несмотря на кажущееся удобство, немалая часть населения не могла позволить себе передвижение по железной дороге, что привело к убыткам Новоторжской железной дороги. Существенную долю пассажиропотока составляли купцы, при этом полноценное использование станции осложнялось крутым подъёмом со стороны Тверцы.
При станции было построено деревянное здание вокзала, по соседству с которым располагались дом для станционных служащих, паровозное здание и сарай для восьми вагонов. Вода поставлялась из бассейна возле Тверцы. Новое каменное здание вокзала было построено в 1960 году.

## Движение
На станции формируются поезда по направлениям: Тверь, Бекасово, Селижарово. Южнее станции начинается ответвление Торжок — Кувшиново — Соблаго. Движение пригородных поездов по станции осуществляется в двух направлениях: на Лихославль — Тверь (электрифицированный участок), на Ржев. Через станцию проходит одна пара поездов: Санкт-Петербург — Смоленск , следующий по особому расписанию.
| № поезда | Маршрут движения           | № поезда | Маршрут движения           |
| -------- | -------------------------- | -------- | -------------------------- |
| 87       | Санкт-Петербург — Смоленск | 88       | Смоленск — Санкт-Петербург |